# Explorer 11

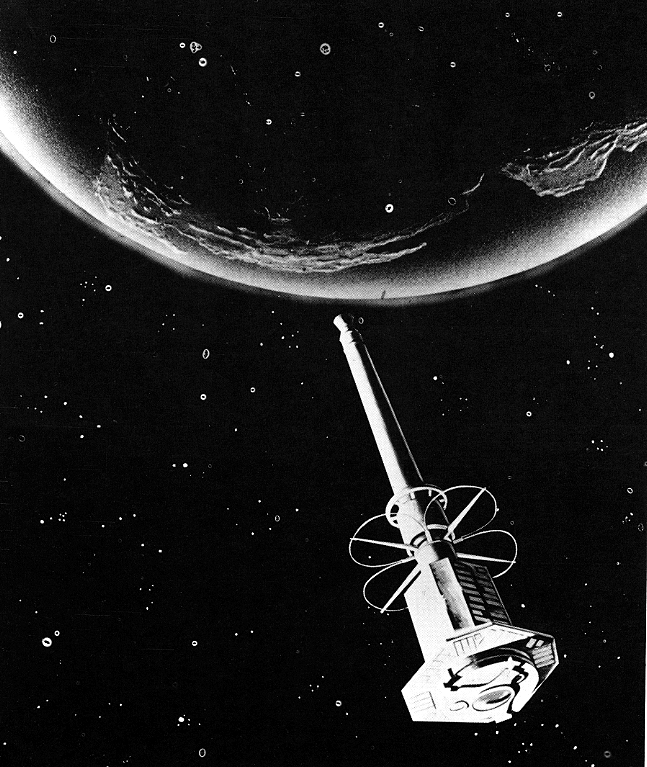
Explorer 11 (visione artistica).

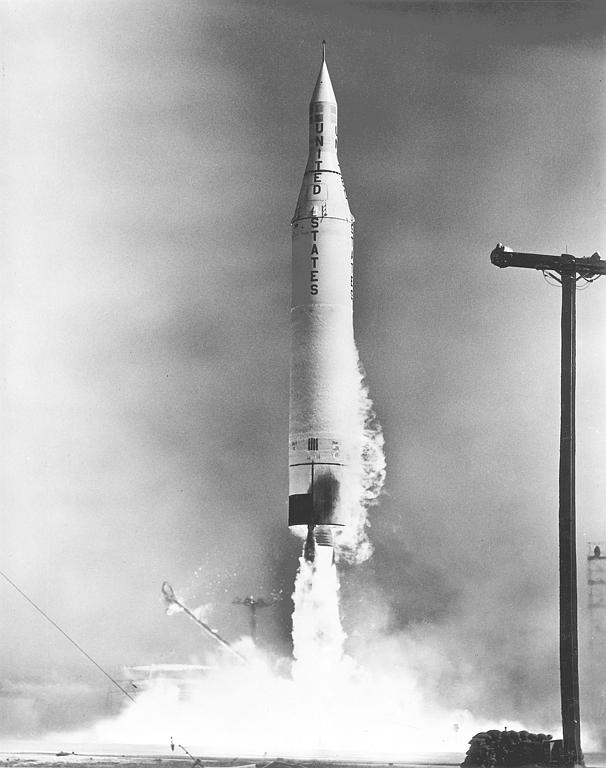
Lancio dell'Explorer 11.

L'Explorer 11 fu un satellite statunitense appartenente al Programma Explorer, il suo compito fu lo studio dei raggi gamma ad alta energia.

## La missione
Explorer 11 fu lanciato il 27 aprile del 1961 da Cape Canaveral tramite il vettore Juno II.
Immesso in un'orbita con apogeo di 1.786 km e perigeo di 484 km iniziò la sua missione esplorando lo spazio allo scopo di scoprire la natura delle emissioni di raggi gamma ad alta energia.
A questo scopo, la sonda, esplorò il piano della Galassia, il suo centro, il Sole e le altre sorgenti radio conosciute. Inoltre eseguì delle osservazioni sui raggi cosmici, la densità interstellare e l'emissione di raggi gamma da parte dell'atmosfera terrestre.
Tutti i dati registrati furono trasmessi a terra in tempo reale, in quanto il registratore di bordo si guastò durante il lancio.

## Il satellite
Explorer 11 in sostanza era un satellite dalla forma ottagonale e cilindrica stabilizzato dalla rotazione sul suo asse principale.
Questa forma e questa rotazione si resero necessarie per fornire un sistema quanto più stabile possibile al telescopio a raggi X ospitato a bordo.
Il puntamento nello spazio dello strumento di osservazione poteva raggiungere un'approssimazione di 5 gradi, grazie all'utilizzo di sensori ottici e dei parametri ricevuti a terra dalla macchina stessa.